# Gonzalo Barroilhet
Gonzalo Barroilhet Costabal (Santiago, 19 de agosto de 1986) es un decatleta chileno. Estudió ingeniería comercial en la Universidad Estatal de Florida, donde está afiliado al club deportivo universitario Florida State Seminoles.

## Carrera deportiva
Sus primeras competencias fueron en el Club Deportivo Universidad Católica de Santiago. Obtuvo un tercer lugar en octatlón el Campeonato Mundial de Atletismo de Menores en Sherbrooke, Canadá, en 2003. Dos años después, se proclamó campeón en decatlón en el Campeonato Sudamericano de Atletismo Juvenil celebrado en Rosario (Argentina), y en 2006, obtuvo el cuarto lugar en los 110 metros vallas en el Campeonato Iberoamericano de Atletismo, en Ponce (Puerto Rico).
Fue medallista de oro en el Sudamericano Adulto de Sao Paulo en 2007 y obtuvo el octavo lugar en los Juegos Panamericanos de 2007 de Río de Janeiro. Clasificó a los Juegos Olímpicos de Pekín 2008 con 7.828 puntos, pero luego batió su marca y la de Chile con 7.907. En la cita olímpica, sufrió una lesión en el tobillo izquierdo tras terminar un intento de salto con garrocha, quedando fuera de la competencia. En 2009, representando a su equipo universitario Florida State University Seminoles, logró el vicecampeonato en el heptatlón del Campeonato Nacional Indoor Universitario de la NCAA, celebrado en College Station, Texas, tras haber salido campeón del heptatlón en la Conferencia Universitaria del Atlántico en Blacksburg. 
Participó representando a su país en el decatlón de los Juegos Panamericanos de 2011 en Guadalajara, donde consiguió 7.986 puntos para las 10 pruebas combinadas, quedando en el cuarto lugar del certamen. Tal puntaje le permitió clasificar a los Juegos Olímpicos de Londres 2012 al alcanzar la marca mínima "B". Con el resultado obtenido en Guadalajara, marcó récord de Chile en decatlón, el que se suma a su récord nacional en 110 metros vallas, que obtuvo en 2008 en Tallahassee con un registro de 13.78 segundos. En los Juegos Olímpicos de Londres terminó en la posición número 13, con un puntaje de 7.972.
Barroilhet participó en los Juegos Suramericanos de Santiago 2014, donde obtuvo una medalla de plata en el decatlón.